# Orlove, Melitopol
Orlove (în ucraineană Орлове, în germană Ohrloff) este un sat în comuna Svitlodolînske din raionul Melitopol, regiunea Zaporijjea, Ucraina. Satul a fost locuit de germanii pontici.   

## Demografie
Componența lingvistică a localității Orlove
     Rusă (57,92%)
     Ucraineană (41%)
     Alte limbi (1,08%)
Conform recensământului din 2001, majoritatea populației localității Orlove era vorbitoare de rusă (57,92%), existând în minoritate și vorbitori de ucraineană (41%).